# Augustus FitzClarence
Lord Augustus FitzClarence (Londra, 1º marzo 1805 – 14 giugno 1854) è stato un nobile e religioso inglese, figlio illegittimo di Guglielmo IV del Regno Unito e della sua amante Dorothea Jordan.

## Biografia
Augustus FitzClarence nacque il 1º marzo 1805, come nonogenito e quinto e ultimo maschio del futuro Guglielmo IV del Regno Unito, all'epoca Duca di Clarence, e della sua amante, l'attrice Dorothea Jordan, da cui avrebbe avuto un totale di dieci figli. Come per molti dei suoi figli, Guglielmo lo chiamò in onore di uno dei suoi fratelli, in questo caso Augusto di Sussex. 
Sebbene impossibilitati a sposarsi o ad ottenere la legittimazione della prole, Guglielmo e Dorothea vissero per molti anni come una coppia sposata e devota ai figli, prima a Clarence Lodge fino al 1797 e poi a Teddington (Bushy House) fino al 1807. La coppia si separò nel 1811, quando Guglielmo, oppresso dai debiti, iniziò a ricercare un matrimonio economicamente vantaggioso. Inizialmente, Guglielmo prese con sé i soli figli maschi e concesse a Dorothea la custodia delle figlie e un assegno per mantenerle, ma quando, nel 1814, scoprì che aveva violato i termini del loro accordo tornando a recitare revocò la rendita e prese con sé anche le figlie, facendo inoltre tutto il possibile per impedire loro contatti con la madre. Dopo il 1818, Augusto e i suoi fratelli furono accolti e allevati dalla moglie del padre, Adelaide di Sassonia-Meiningen, sposata in quell'anno.
Nel 1829 suo padre lo nominò prima cappellano e poi canonico di Mapledurham, dove prese il posto di John Sumner, futuro arcivescovo di Canterbury. Guglielmo, negli anni, elargì alla canonica numerosi doni e grandi quantità di denaro: l'orologio della torre, che riporta le iniziali WR (William Rex, ovvero Guglielmo Re), una collezione di piatti da servizio dorati, e denaro sufficiente ad ampliare la canonica e ad acquisire i terreni adiacenti, dove fu fondata una nuova scuola, sempre finanziata dalla canonica tramite Guglielmo. 
Quando Guglielmo salì al trono nel 1830 nominò Augustus suo cappellano ordinario e il 24 maggio 1831 lo elevò, come i suoi fratelli e sorelle, alla dignità di figli di marchese, col diritto al titolo di Lord o Lady. Nella stessa data venne anche nominato cappellano della regina Adelaide. Il 2 giugno 1832 si laureò al Trinity College di Cambridge, conseguendo il Bachelor of Laws, seguito il 6 luglio 1835 dal Doctor of Laws. 
Nel 1854 sposò Lady Sarah Gordon (m. 23 marzo 1901), una nobildonna scozzese, da cui ebbe sei figli. 
Augustus FitzClarence morì il 14 giugno 1854. 

## Matrimonio e discendenza
Il 2 gennaio 1845 Augustus sposò Lady Sarah Elizabeth Catherine Gordon, figlia di Lord Henry Gordon e Lady Louisa Payne, nonché nipote di Charles Gordon, X marchese di Huntly. 
Ebbero sei figli, quattro femmine e due maschi:
- Dorothea FitzClarence (1845-1870). Sposò Thomas William Goff, deputato di Roscommon, con discendenza.
- Eva FitzClarence (1847-1918). Gemella di Beatrice. Nubile e senza discendenza.
- Beatrice FitzClarence (1847-1909). Gemella di Eva. Nubile e senza discendenza.
- Augustus FitzClarence (1849-1861). Morto prima dell'età adulta.
- Henry Edward FitzClarence (1853-1930). Sposò Mary Isabel Templer Parsons, con discendenza.
- Mary FitzClarence (1854–1858). Nata postuma e morta infante.

## Ascendenza
|                                  |                 |                                                 | Genitori                                      |  |  | Nonni |  |  | Bisnonni                      |  |  | Trisnonni                   |  |
|                                  |                 |                                                 |                                               |  |  |       |  |  | Federico, principe del Galles |  |  | Giorgio II di Gran Bretagna |  |
|                                  |                 |                                                 |                                               |  |  |       |  |  | Federico, principe del Galles |  |  | Giorgio II di Gran Bretagna |  |
|                                  |                 | Carolina di Brandeburgo-Ansbach                 |                                               |  |  |       |  |  | Federico, principe del Galles |  |  |                             |  |
| Giorgio III del Regno Unito      |                 |                                                 |                                               |  |  |       |  |  | Federico, principe del Galles |  |  |                             |  |
|                                  |                 | Augusta di Sassonia-Gotha-Altenburg             | Federico II di Sassonia-Gotha-Altenburg       |  |  |       |  |  |                               |  |  |                             |  |
|                                  |                 | Augusta di Sassonia-Gotha-Altenburg             | Federico II di Sassonia-Gotha-Altenburg       |  |  |       |  |  |                               |  |  |                             |  |
|                                  |                 | Augusta di Sassonia-Gotha-Altenburg             | Maddalena Augusta di Anhalt-Zerbst            |  |  |       |  |  |                               |  |  |                             |  |
| Guglielmo IV del Regno Unito     |                 | Augusta di Sassonia-Gotha-Altenburg             |                                               |  |  |       |  |  |                               |  |  |                             |  |
|                                  |                 | Carlo Ludovico Federico di Meclemburgo-Strelitz | Adolfo Federico II di Meclemburgo-Strelitz    |  |  |       |  |  |                               |  |  |                             |  |
|                                  |                 | Carlo Ludovico Federico di Meclemburgo-Strelitz | Adolfo Federico II di Meclemburgo-Strelitz    |  |  |       |  |  |                               |  |  |                             |  |
|                                  |                 | Carlo Ludovico Federico di Meclemburgo-Strelitz | Cristiana Emilia di Schwarzburg-Sondershausen |  |  |       |  |  |                               |  |  |                             |  |
| Carlotta di Meclemburgo-Strelitz |                 | Carlo Ludovico Federico di Meclemburgo-Strelitz |                                               |  |  |       |  |  |                               |  |  |                             |  |
|                                  |                 | Elisabetta Albertina di Sassonia-Hildburghausen | Ernesto Federico I di Sassonia-Hildburghausen |  |  |       |  |  |                               |  |  |                             |  |
|                                  |                 | Elisabetta Albertina di Sassonia-Hildburghausen | Ernesto Federico I di Sassonia-Hildburghausen |  |  |       |  |  |                               |  |  |                             |  |
|                                  |                 | Elisabetta Albertina di Sassonia-Hildburghausen | Sofia Albertina di Erbach-Erbach              |  |  |       |  |  |                               |  |  |                             |  |
| Augustus FitzClarence            |                 | Elisabetta Albertina di Sassonia-Hildburghausen |                                               |  |  |       |  |  |                               |  |  |                             |  |
|                                  | Nathaniel Bland | James Bland                                     |                                               |  |  |       |  |  |                               |  |  |                             |  |
|                                  | Nathaniel Bland | James Bland                                     |                                               |  |  |       |  |  |                               |  |  |                             |  |
|                                  | Nathaniel Bland | Lucy Brewster                                   |                                               |  |  |       |  |  |                               |  |  |                             |  |
| Francis Bland                    | Nathaniel Bland |                                                 |                                               |  |  |       |  |  |                               |  |  |                             |  |
|                                  |                 | Lucy Heaton                                     | Francis Heaton                                |  |  |       |  |  |                               |  |  |                             |  |
|                                  |                 | Lucy Heaton                                     | Francis Heaton                                |  |  |       |  |  |                               |  |  |                             |  |
|                                  |                 | Lucy Heaton                                     | Elizabeth Curtis                              |  |  |       |  |  |                               |  |  |                             |  |
| Dorothea Jordan                  |                 | Lucy Heaton                                     |                                               |  |  |       |  |  |                               |  |  |                             |  |
|                                  |                 | …                                               | …                                             |  |  |       |  |  |                               |  |  |                             |  |
|                                  |                 | …                                               | …                                             |  |  |       |  |  |                               |  |  |                             |  |
|                                  |                 | …                                               | …                                             |  |  |       |  |  |                               |  |  |                             |  |
| Grace Phillips                   |                 | …                                               |                                               |  |  |       |  |  |                               |  |  |                             |  |
|                                  |                 | …                                               | …                                             |  |  |       |  |  |                               |  |  |                             |  |
|                                  |                 | …                                               | …                                             |  |  |       |  |  |                               |  |  |                             |  |
|                                  |                 | …                                               | …                                             |  |  |       |  |  |                               |  |  |                             |  |
|                                  |                 | …                                               |                                               |  |  |       |  |  |                               |  |  |                             |  |